# Regiunea Kagera
Kagera este o regiune a Tanzaniei a cărei capitală este Bukoba. Are o populație de 2.210.000 locuitori și o suprafață de 29.000 km2.

## Subdiviziuni
Această regiune este divizată în 8 districte:
- Biharamulo
- Bukoba Rural
- Bukoba Urban
- Chato
- Karagwe
- Misenyi
- Muleba
- Ngara